# Hatice Sultan (dcera Selima I.)
Hatice Sultan [hatydže sultan] (kolem roku 1494–1538) byla osmanská princezna, dcera sultána Selima I. a jeho manželky Ayşe Hafsa Sultan. Byla sestrou sultána Suleymana I.

## Život
Datum narození Hatice není známý, ale předpokládá se, že to bylo kolem roku 1494. Byla dcerou prince Selima (budoucího sultána Selima I.) a jeho manželky Ayşe Hafsy Sultan. V roce 1509 byla provdána za Iskendera Pašu, osmanského guvernéra a pozdějšího admirála, který byl však v roce 1515 popraven.
Dlouho se věřilo tomu, že byla Hatice provdána za blízkého přítele sultána a velkovezíra Ibrahima Pašu. Nicméně po roce 2000 historik Ebru Turan zjistil, že zprávy o jejich sňatku nejsou založeny na záznamech z harémových knih a kronik, ale spíše z povídek a pověstí. Někteří historikové tvrdí, že se Ibrahim mohl oženit s jinou ženou, Muhsine Hatun a nikoliv s Hatice Sultan.

## V populární kultuře
Postava Hatice Sultan se objevuje v tureckém seriálu Velkolepé století a ztvárňuje ji herečka Selma Ergeç.